# Río Guáitara
Der Río Guáitara (alternative Schreibweise: Río Guáytara) ist ein ca. 160 km langer linker Nebenfluss des Río Patía in Kolumbien und Ecuador. Der Oberlauf entlang der ecuadorianischen Grenze heißt Río Carchi.

## Namensgebung
Die Namensgebung des Flusses ist oft nicht eindeutig, gelegentlich wird er daher mit den Namen der Zuflüsse (z. B. Quebrada de El Morro) bezeichnet. Auch ein weiterer Zufluss auf kolumbianischer Seite trägt den Namen Río Carchi. In alter Zeit war der Fluss als Pastarán bekannt, unter den Inkas nannte er sich Ancashmayu und der Ort wurde Guáytara genannt, von dem der Fluss seinen heute gebräuchlichen Namen auf kolumbianischem Gebiet hat.

## Flusslauf
Der Río Guáitara entspringt an der Ostflanke des Vulkans Chiles im Gebiet der Nudo de los Pastos an der Grenze zwischen der ecuadorianischen Provinz Carchi und dem kolumbianischen Departamento de Nariño. Von dort strömt er 32 km in überwiegend östlicher Richtung und bildet die Staatsgrenze. Er passiert die Gemeinde Tufiño und erreicht schließlich die Brücke Puente Internacional de Rumichaca (⊙). Die Straßenbrücke verbindet die Städte Tulcán (Ecuador) und Ipiales (Kolumbien). Auf ihr befindet sich der Grenzübergang der Panamericana. Unterhalb der Brücke, in Kolumbien, nimmt der Fluss den Namen Río Guáitara an. Er durchfließt südöstlich von Ipiales eine Schlucht. Dort befindet sich bei Flusskilometer 115 nahe der Kleinstadt Potosí die regional bedeutsame Wallfahrtskirche Santuario de Las Lajas. Der Fluss wendet sich nun nach Norden. Östlich des Flusstals erhebt sich der Vulkan Galeras. Etwa 12 Kilometer oberhalb der Mündung in den Río Patía trifft der Río Pacual, der wichtigste Nebenfluss, von links auf den Río Guáitara.

## Hydrologie und Einzugsgebiet
Der mittlere Abfluss des Río Guáitara beträgt 87 m³/s. Das Einzugsgebiet umfasst eine Fläche von etwa 1550 km². Davon befinden sich etwa 143 km² in Ecuador. Die westliche Grenze des Einzugsgebietes bildet die kolumbianische Cordillera Occidental mit den Vulkanen Azufral, Cumbal und Chiles. Im Süden liegt die Berggruppe Nudo de los Pastos. Über den südlichen Teil des Einzugsgebietes erstreckt sich die Beckenlandschaft Altiplano de Túquerres e Ipiales. Im Osten verläuft die kolumbianische Cordillera Central mit dem Vulkan Galeras.